# 软弱马先蒿
软弱马先蒿（学名：Pedicularis flaccida）为列当科马先蒿属的植物，为中国的特有植物。分布于中国大陆的四川等地，目前尚未由人工引种栽培。